# Продуктов мениджмънт
Продуктов мениджмънт е функция на организационния жизнен цикъл в дадена компания, занимаващ се с планирането или предвиждането или маркетинга на продукт(и) на всички нива на продуктовия жизнен цикъл. Подобно на организационния мениджмънт и проджект мениджмънта, в продуктовия мениджмънт също съществува понятието жизнен цикъл на продукта.
|  | Тази страница частично или изцяло представлява превод на страницата Product management в Уикипедия на английски. Оригиналният текст, както и този превод, са защитени от Лиценза „Криейтив Комънс – Признание – Споделяне на споделеното“, а за съдържание, създадено преди юни 2009 година – от Лиценза за свободна документация на ГНУ. Прегледайте историята на редакциите на оригиналната страница, както и на преводната страница, за да видите списъка на съавторите. ВАЖНО: Този шаблон се отнася единствено до авторските права върху съдържанието на статията. Добавянето му не отменя изискването да се посочват конкретни източници на твърденията, които да бъдат благонадеждни. |